# 春日井“寒天”たけし
春日井“寒天”たけし（かすがい“かんてん”たけし、1988年7月27日 - ）は日本の男性総合格闘家。岐阜県恵那郡山岡町出身。寒天ファイトスピリット所属。元HEAT二階級王者。

## 略歴
岐阜県恵那郡山岡町に生まれる。4才まで愛知県知立市で育ち、その後両親の地元である山岡町に戻り育つ。
2004年、岐阜県立中津川工業高等学校に入学。小学2年生から高校卒業まで11年間サッカーを続けていた。
2007年、高校を卒業し、JR東海に就職。 約2ヶ月の研修期間を経て、中津川保線支区に配属。
テレビで須藤元気、山本KID徳郁、所英男らの活躍を見て総合格闘技に興味を持ち、また、鈍った身体を再度鍛えたいという思いから多治見市のスポーツ施設の中にあった格闘技教室に通い始める。 
2009年、アマチュア修斗中部選手権で優勝、全日本選手権3位でプロに昇格した。
2009年2月8日、HEAT NEW AGE CUP 1で祖根寿麻に一本勝ち。
2012年、志村道場に移籍。
2014年2月23日、VTJ 4thで行われたフライ級トーナメントの1回戦で扇久保博正と対戦し、判定負け。
2016年3月6日、HEAT 37で行われたHEATバンタム級タイトルマッチで王者の手塚基伸に挑戦し、2-1の判定勝ちを収め王座を獲得した。
2016年9月25日、HEAT 38のHEATフライ級王座決定戦でキム・キュソンと対戦し、リアネイキッドチョークで一本勝ちを収め王座を獲得した。
2017年7月15日、HEAT 40のHEATフライ級タイトルマッチで挑戦者のチョ・ナムジンと対戦し、リアネイキッドチョークで一本勝ちを収め王座の初防衛に成功した。
2018年9月17日、HEAT 43のHEATバンタム級タイトルマッチで王者のキム・ミュンギュに挑戦し、リアネイキッドチョークで一本負けを喫し王座獲得に失敗した
。
2019年7月28日、HEAT 45のHEATバンタム級王座決定戦で赤尾セイジと対戦し、リアネイキッドチョークで一本勝ちを収め王座を獲得した。
2019年10月20日、PANCRASE 309でアラン“ヒロ”ヤマニハと対戦し判定負け。

### RIZIN
2021年3月26日、RIZINバンタム級 JAPANグランプリ2021に出場が決まり、1st Roundの組み合わせ抽選会で、修斗フライ級王者の扇久保博正との対戦が決定した。
2021年6月13日、RIZIN.28で行われたRIZINバンタム級JAPANグランプリの1回戦で修斗フライ級王者の扇久保博正と対戦し、判定負け。
2021年10月2日、RIZIN LANDMARK 1で元DEEP2階級王者の今成正和と対戦し、1Rにアームバーで一本負けを喫し、試合後インタビューでは涙を流しながら格闘技人生を振り返り、引退を表明した。

## 人物・エピソード
- 地元山岡町の名産品の寒天をリングネームにしている。

## 戦績
| 総合格闘技 戦績 | 総合格闘技 戦績 | 総合格闘技 戦績 | 総合格闘技 戦績 | 総合格闘技 戦績 | 総合格闘技 戦績 | 総合格闘技 戦績 |
| --------------- | --------------- | --------------- | --------------- | --------------- | --------------- | --------------- |
| 41 試合         | (T)KO           | 一本            | 判定            | その他          | 引き分け        | 無効試合        |
| 28 勝           | 2               | 17              | 9               | 0               | 3               | 1               |
| 9 敗            | 1               | 2               | 6               | 0               | 3               | 1               |

| 勝敗 | 対戦相手                             | 試合結果                                       | 大会名                                           | 開催年月日     |
|      | 魚井フルスイング                     | 試合前                                         | DEEP 127 IMPACT                                  | 2025年9月15日  |
| △    | チェハンギ                           | 5分2R終了                                      | BREAKTHROUGH COMBAT 03                           | 2025年2月26日  |
| ○    | 高木亮                               | 2R 3:47 リアネイキッドチョーク                 | NARIAGARI 3                                      | 2023年12月2日  |
| ○    | フェリペ・"キングハンター"・マソーニ | 1R 2:31 腕ひしぎ十字固め                       | NARIAGARI 2                                      | 2023年9月3日   |
| △    | 笹晋久                               | 5分3R終了 判定0-1                              | HEAT 50                                          | 2022年5月7日   |
| ×    | 今成正和                             | 1R 2:50 アームバー                             | RIZIN LANDMARK vol.1                             | 2021年10月2日  |
| ×    | 扇久保博正                           | 5分3R終了 判定0-3                              | RIZIN.28 【RIZINバンタム級JAPANグランプリ1回戦】 | 2021年6月13日  |
| ○    | 恒村俊範                             | 5分3R終了 判定3-0                              | PANCRASE 319                                     | 2020年10月25日 |
| ×    | アラン“ヒロ”ヤマニハ                 | 5分3R終了 判定0-3                              | PANCRASE 309                                     | 2019年10月20日 |
| ○    | 赤尾セイジ                           | 2R 4:33 リアネイキッドチョーク                 | HEAT 45 【HEATバンタム級王座決定戦】             | 2019年7月28日  |
| ○    | 福島秀和                             | 5分3R終了 判定3-0                              | PANCRASE 305                                     | 2019年5月26日  |
| ○    | 清水俊一                             | 1R 0:28 ギロチンチョーク                       | HEAT 44                                          | 2019年3月2日   |
| ×    | キム・ミュンギュ                     | 4R 4:42 リアネイキッドチョーク                 | HEAT 43 【HEATバンタム級タイトルマッチ】         | 2018年9月17日  |
| ×    | アザマット・ケレフォフ               | 5分3R終了 延長判定1-2                          | HEAT 41                                          | 2017年12月23日 |
| ○    | チョ・ナムジン                       | 2R 2:58 リアネイキッドチョーク                 | HEAT 40 【HEATフライ級タイトルマッチ】           | 2017年7月15日  |
| ○    | 翔兵                                 | 2R 3:26 リアネイキッドチョーク                 | PANCRASE 286                                     | 2017年4月23日  |
| -    | ホジェリオ・ボントリン               | 1R 2:19 ノーコンテスト（ボントリンの体重超過） | PANCRASE 283                                     | 2016年12月18日 |
| ○    | キム・キュソン                       | 1R 1:02 リアネイキッドチョーク                 | HEAT 38 【HEATフライ級王座決定戦】               | 2016年9月25日  |
| ○    | 古賀靖隆                             | 1R 3:18 リアネイキッドチョーク                 | PANCRASE 278                                     | 2016年6月12日  |
| ○    | 手塚基伸                             | 5分3R終了 判定2-1                              | HEAT 37 【HEATバンタム級タイトルマッチ】         | 2016年3月6日   |
| ○    | キム・ギュファ                       | 3R 2:18 リアネイキッドチョーク                 | HEAT 36                                          | 2015年11月29日 |
| ○    | 清水清隆                             | 5分3R終了 判定2-1                              | VTJ in OSAKA                                     | 2015年6月21日  |
| ×    | ソン・ミンジョン                     | 5分3R終了 延長判定0-3                          | Road FC 21                                       | 2015年2月1日   |
| ○    | 手塚基伸                             | 5分3R終了 判定2-0                              | HEAT 34                                          | 2014年12月21日 |
| ×    | 扇久保博正                           | 5分3R終了 判定0-2                              | VTJ 4th 【フライ級トーナメント1回戦】            | 2014年2月23日  |
| ○    | 北原史寛                             | 5分3R終了 判定3-0                              | HEAT 29                                          | 2013年12月15日 |
| ○    | 安永有希                             | 5分3R終了 判定3-0                              | HEAT 28                                          | 2013年9月29日  |
| ○    | ユ・ゼナム                           | 1R 2:53 リアネイキッドチョーク                 | HEAT 27                                          | 2013年7月28日  |
| ○    | 吉田朋彦                             | 2R 1:49 KO                                     | DEMOLITION 17                                    | 2013年6月16日  |
| ○    | 堀川祐太                             | 1R 4:42 腕ひしぎ十字固め                       | HEAT 26                                          | 2013年3月31日  |
| ○    | 村田卓実                             | 2R 4:50 リアネイキッドチョーク                 | DEEP NAGOYA IMPACT                               | 2012年3月25日  |
| ○    | 元谷友貴                             | 2R 2:04 腕ひしぎ十字固め                       | clubDEEP 名古屋                                  | 2011年10月9日  |
| ○    | 蛭川高重                             | 1R 3:52 リアネイキッドチョーク                 | clubDEEP 東京                                    | 2011年8月21日  |
| ○    | 吉田尭大                             | 1R 2:33 リアネイキッドチョーク                 | JML VOL.2                                        | 2011年6月18日  |
| ○    | 木内崇雅                             | 2R 4:37 TKO（グラウンドパンチ）                | DEEP SHIZUOKA IMPACT                             | 2011年2月6日   |
| ×    | 宮川博孝                             | 1R 4:49 TKO                                    | DEEP 49 IMPACT                                   | 2010年8月27日  |
| ○    | 加藤直之                             | 5分2R終了 判定3-0                              | DEEP CAGE IMPACT 2010 in名古屋                   | 2010年7月11日  |
| ○    | 仲秀隆                               | 5分2R終了 判定3-0                              | 修斗 SHOOT GIG CENTRAL Vol.20                    | 2010年6月13日  |
| ○    | 坂元寛史                             | 2R 4:00 リアネイキッドチョーク                 | DEEP 公武堂ファイト9                             | 2010年4月11日  |
| ×    | 西後 SILDAN 祐樹                     | 5分2R終了 判定0-3                              | 修斗 組討ALTERNATIVE 1                           | 2009年12月23日 |
| △    | 魚井フルスイング                     | 4分2R終了 判定0-1                              | CLUB DOG FIGHT 7                                 | 2009年3月29日  |
| ○    | 祖根寿麻                             | 1R 3:21 リアネイキッドチョーク                 | HEAT NEW AGE CUP 1                               | 2009年2月8日   |

### 試合映像
1. ↑  『【試合映像】扇久保博正 vs. 春日井“寒天”たけし / Hiromasa Ougikubo vs. Takeshi“Kanten”Kasugai - RIZIN.28』RIZIN公式YouTubeチャンネル、2021年。
2. ↑  『【試合映像】今成正和 vs. 春日井“寒天”たけし / Masakazu Imanari vs. Takeshi"Kanten"Kasugai -RIZIN LANDMARK vol.1』RIZIN公式YouTubeチャンネル、2021年。

### 補足映像
1. ↑  『【番組】RIZIN CONFESSIONS #73（※試合映像＆扇久保博正と春日井“寒天”たけしによる試合振り返りドキュメンタリー番組）』RIZIN公式YouTubeチャンネル、2021年。
2. ↑  『【番組】RIZIN CONFESSIONS #83（※試合映像＆今成正和と春日井“寒天”たけしによる試合振り返りドキュメンタリー番組）』RIZIN公式YouTubeチャンネル、2021年。
3. ↑  『春日井“寒天”たけし 試合後インタビュー / +WEED presents RIZIN LANDMARK vol.1（※試合後インタビュー＆引退発言・全内容）』RIZIN公式YouTubeチャンネル、2021年。

### 映像資料
1. ↑  『RIZIN JAPAN GRAND-PRIX 2021 バンタム級トーナメント 1st ROUND 抽選会 2021/03/26』RIZIN公式YouTubeチャンネル、2021年。